# Aeroporto do Porto Santo
Luchthaven Porto Santo (Portugees: Aeroporto do Porto Santo), (IATA: PXO, ICAO: LPPS) is gelegen in Vila Baleira en is de enige luchthaven op het eiland Porto Santo dat deel uitmaakt van de Portugese autonome regio Madeira. 
De Aeroporto do Porto Santo was de eerste luchthaven in de regio. De luchthaven werd in 1959 aangelegd en de eerste vlucht vond in 1960 plaats. De meeste vluchten maken de verbinding met het hoofdeiland Madeira maar TAP Air Portugal voert ook enkele vluchten uit naar Portugal Continental. In het toeristisch seizoen voeren enkele touroperators chartervluchten uit naar de luchthaven vanuit verschillende Europese bestemmingen.